# Hypnales
De Hypnales zijn een orde van mossen uit de klasse Bryophyta (bladmossen). De orde omvat meer dan veertig families en meer dan vierduizend soorten, wat ze tot de grootste orde van mossen maakt. Vele daarvan komen ook in Europa voor.
In België en Nederland wordt de orde vertegenwoordigd door onder andere de dikkopmossen (Brachythecium) en de klauwtjesmossen (Hypnum).

## Kenmerken
Hypnales-soorten hebben onregelmatig of geveerd vertakte, liggende stengels, met variabel uiterlijk. De stengel bevat slechts één gereduceerde centrale vaatbundel, wat voor mossen als een recente ontwikkeling wordt gezien. Op de stengels staan tussen de stengelbladeren de zogenoemde parafylliën of pseudoparafylliën, gereduceerde draadvormige of schubvormige blaadjes.
De stengelbladeren zijn eirond tot lancetvormig, dikwijls voorzien van hoekcelgroepen. De nerf is kort en dubbel, of ontbreekt. De overige cellen (laminacellen genoemd) zijn vele malen langer dan breed en met spitse uiteinden in elkaar grijpend. Dit wordt een prosenchymatisch celverband genoemd.
Op de bebladerde mosplanten (de gametofyten) groeien minuscule mannelijke en vrouwelijke geslachtsorganen. Na de bevruchting ontwikkelt de eicel zich tot een onbebladerde plant (de sporofyt) die op de gametofyt groeit en de sporen produceert. Deze sporofyt wordt bij mossen ook wel sporogoon genoemd en bestaat uit een regelmatig gevormd sporenkapsel op een steel of seta. De kapselmond (opening waardoor de sporen naar buiten kunnen) is bezet met twee rijen peristoomtanden. Een jong sporenkapsel draagt een gesnavelde deksel (of operculum), en het geheel is bedekt met een huikje (calyptra). Tijdens het rijpen verdwijnt eerst het huikje, vervolgens laat het deksel los en ten slotte wijken de peristoomtanden uiteen en komen de sporen vrij.

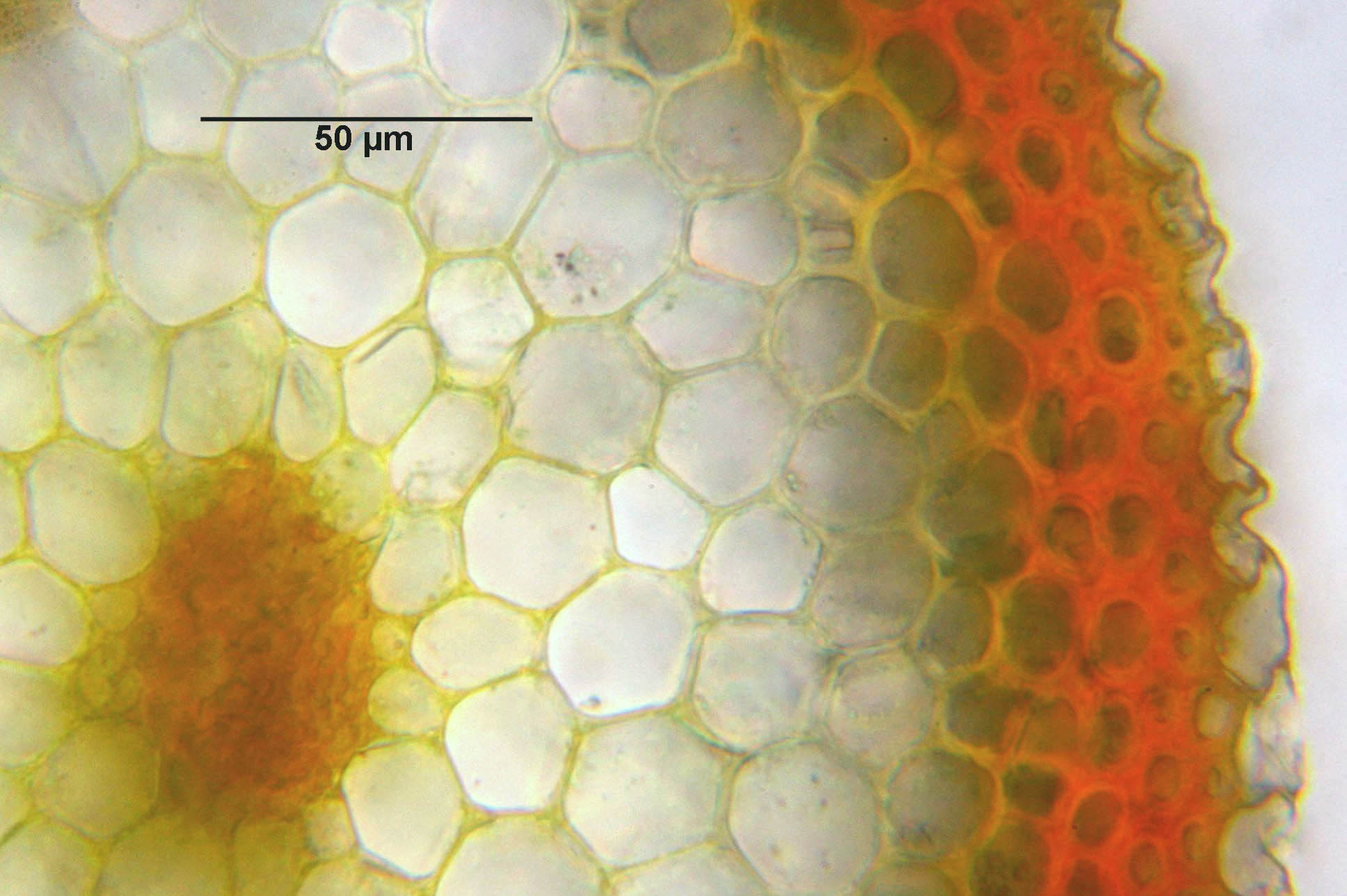
Dwarsdoorsnede van de stengel van Hypnum lindbergii met centrale cilinder
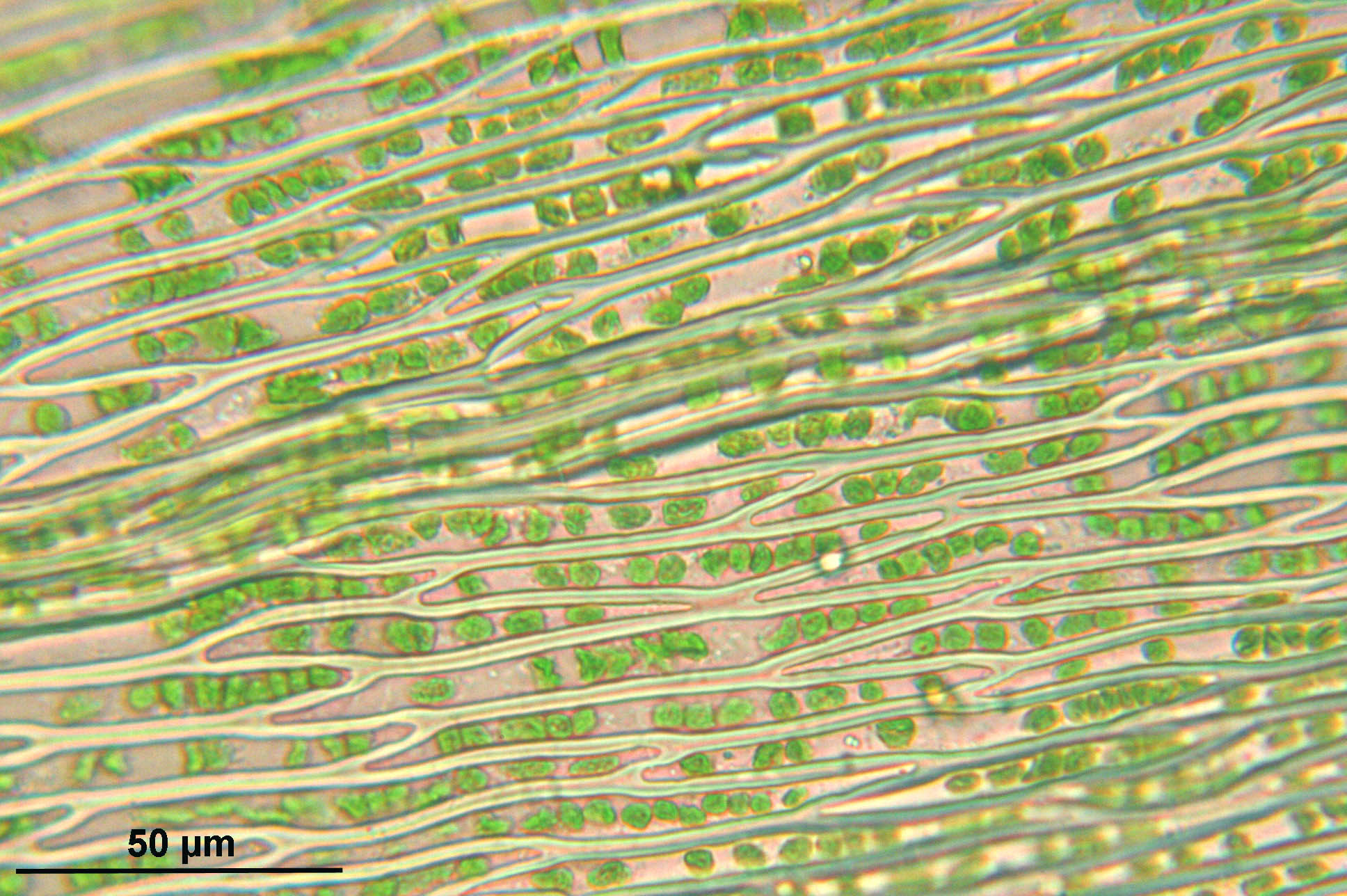
Blad van beekdikkopmos (Brachythecium rivulare) met prosenchymatisch celnet
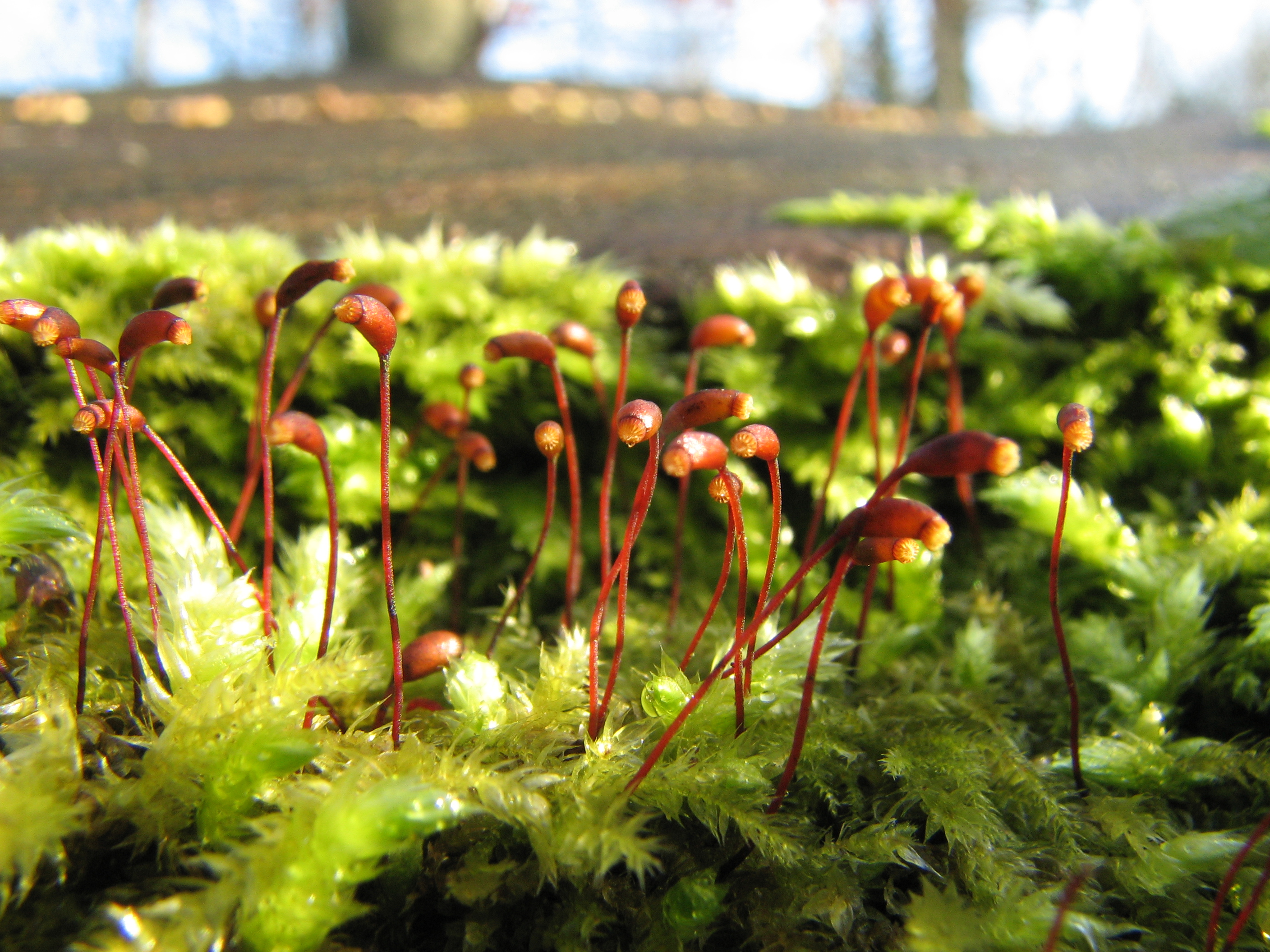
Sporenkapsels op papilleuze seta (kapselsteel)

## Habitaten verspreiding
De soorten uit de Hypnales omvatten terrestrische, epifytische of epilitische planten die voorkomen in de meest uiteenlopende biotopen. Ze komen met uitzondering van de poolgebieden bijna overal voor. Veel soorten van deze orde zijn niet kieskeurig wat substraat en biotoop betreft. De Hypnales zijn als fossiel pas uit het Tertiair bekend. Dat wijst er op dat ze een fylogenetisch jonge groep vormen.

## Taxonomie
Recent genetisch onderzoek suggereert dat de familie Fabroniaceae de zustergroep zijn van alle andere Hypnales. De eerstvolgende aftakking bestaat uit de familie Catagoniaceae. Volgens dit onderzoek, zijn sommige van de resterende taxa waarschijnlijk polyfyletisch (Lembophyllaceae, Neckeraceae, Brachytheciaceae), anderen parafyletisch (Lepyrodontaceae omvatten Stereophyllaceae, een deel van de Brachytheciaceae omvatten Symphyodontaceae en twee afzonderlijke delen van de Lembophyllaceae, een deel van de Neckeraceae omvatten de resterende Brachytheciaceae, een ander deel van de Lembophyllaceae omvatten Rigodiaceae en Pterigynandraceae en een tweede deel van de Neckeraceae). De rest van de families, het derde deel van de Neckeraceae en het vierde deel van de Lembophyllaceae zijn waarschijnlijk monofyletisch.
Het is de soortenrijkste orde van mossen met ongeveer 4200 soorten, of één derde van alle mossoorten, in 46 families.
- Orde: Hypnales
  - Families:
    - Amblystegiaceae (pluisdraadmosfamilie)
    - Anomodontaceae (touwtjesmosfamilie)
    - Antitrichiaceae
    - Brachytheciaceae (dikkopmosfamilie)
    - Calliergonaceae (puntmosfamilie)
    - Catagoniaceae
    - Climaciaceae (boompjesmosfamilie)
    - Cryphaeaceae (vliermosfamilie)
    - Echinodiaceae
    - Entodontaceae (cilindermosfamilie)
    - Fabroniaceae
    - Fontinalaceae (bronmosfamilie)
    - Habrodontaceae
    - Heterocladiaceae
    - Hylocomiaceae (etagemosfamilie)
    - Hypnaceae (klauwtjesmosfamilie)
    - Lembophyllaceae (palmpjesmosfamilie)
    - Lepyrodontaceae
    - Leskeaceae (uiterwaardmosfamilie)
    - Leucodontaceae (eekhoorntjesmosfamilie)
    - Meteoriaceae
    - Microtheciellaceae
    - Myriniaceae (schubmosfamilie)
    - Myuriaceae
    - Neckeraceae (kringmosfamilie)
    - Orthorrhynchiaceae
    - Phyllogoniaceae
    - Plagiotheciaceae (platmosfamilie)
    - Prionodontaceae
    - Pseudoleskeaceae
    - Pseudoleskeellaceae
    - Pterigynandraceae
    - Pterobryaceae (stekeltjesmosfamilie)
    - Pylaisiaceae (kwastjesmosfamilie)
    - Pylaisiadelphaceae
    - Regmatodontaceae
    - Rhytidiaceae (buizerdmosfamilie)
    - Rutenbergiaceae
    - Scorpidiaceae
    - Sematophyllaceae (dekmosfamilie)
    - Sorapillaceae
    - Sterophyllaceae
    - Symphydontaceae
    - Thamnobryaceae (struikmosfamilie)
    - Theliaceae
    - Thuidiaceae (thujamosfamilie)
    - Trachylomataceae